# Plexe
Un plexe ("trena" en llatí) és una xarxa ramificada de vasos o nervis. Els vasos poden ser vasos sanguinis (venes, capil·lars) o vasos limfàtics. Els nervis són típicament axons fora del sistema nerviós central.

## Tipus de plexes
- Plexe nerviós: Els quatre plexes nerviosos primari són el plexe cervical, plexe braquial, plexe lumbar, i el plexe sacre.
- Plexe coroide: El plexe coroide és una part del sistema nerviós central dins el cervell i consisteix en capil·lars, ventricles, i cèl·lules ependimals.
- Plexe venós.
- Plexe cardíac.
- Plexe celíac o plexe solar.

## En invertebrats
El plexe és la forma característica de sistema nerviós dels radiats i persisteix amb modificacions en el platizous. Els nervis del equinoderms amb simetria planar també prenen aquesta forma, amb un plexe subjacent a l'ectoderma i altres plexes formats per cèl·lules nervioses d'extensió limitada en altres parts més profundes del cos.